# Zapotal 4ta. Sección
Zapotal 4ta. Sección är en ort i Mexiko.   Den ligger i kommunen Huimanguillo och delstaten Tabasco, i den sydöstra delen av landet, 600 km öster om huvudstaden Mexico City. Zapotal 4ta. Sección ligger 18 meter över havet och antalet invånare är 475.
Terrängen runt Zapotal 4ta. Sección är mycket platt. Runt Zapotal 4ta. Sección är det ganska glesbefolkat, med 45 invånare per kvadratkilometer. Närmaste större samhälle är Pejelagartero 1ra. Sección, 13,5 km väster om Zapotal 4ta. Sección. Trakten runt Zapotal 4ta. Sección består till största delen av jordbruksmark.